# Briševo (Prijedor)
Briševo (en cirílico: Бришево) es una aldea de la municipalidad de Prijedor, Republika Srpska, Bosnia y Herzegovina.
Incluye administrativamente a las aldeas de Zecovi, Stari Grad; Ravan; Redak; Gradina; Hopovci; Causevici; Brakici; Kosa; Brđani; Radulovići; Babići; Grujcici y Mrdje.

## Población
| Composición de la Población - Localidad de Briševo | Composición de la Población - Localidad de Briševo | Composición de la Población - Localidad de Briševo | Composición de la Población - Localidad de Briševo | Composición de la Población - Localidad de Briševo | Composición de la Población - Localidad de Briševo |
| -------------------------------------------------- | -------------------------------------------------- | -------------------------------------------------- | -------------------------------------------------- | -------------------------------------------------- | -------------------------------------------------- |
|                                                    | 2013                                               | 1991                                               | 1981                                               | 1971                                               | 1961                                               |
| Total                                              | 4                                                  | 405 (100,0%)                                       | 537 (100,0%)                                       | 701 (100,0%)                                       | 695 (100,0%)                                       |
| Varones                                            | 1                                                  | -                                                  | -                                                  | -                                                  | -                                                  |
| Mujeres                                            | 3                                                  | -                                                  | -                                                  | -                                                  | -                                                  |
| Bosniacos                                          | -                                                  | 1 (0,247%)                                         | -                                                  | -                                                  | 1 (0,247%)                                         |
| Serbios                                            | -                                                  | 7 (1,728%)                                         | 7 (1,304%)                                         | 3 (0,428%)                                         | 4 (0,576%)                                         |
| Croatas                                            | 4                                                  | 370 (91,36%)                                       | 491 (91,43%)                                       | 695 (99,14%)                                       | 688 (98,99%)                                       |
| Bosnios                                            | -                                                  | -                                                  | -                                                  | -                                                  | -                                                  |
| Gitanos                                            | -                                                  | -                                                  | -                                                  | -                                                  | -                                                  |
| Musulmanes                                         | -                                                  | -                                                  | -                                                  | -                                                  | -                                                  |
| Albaneses                                          | -                                                  | -                                                  | -                                                  | -                                                  | -                                                  |
| Yugoslavos                                         | -                                                  | 16 (3,951%)                                        | 37 (6,890%)                                        | -                                                  | 1 (0,144%)                                         |
| Ukranianos                                         | -                                                  | -                                                  | -                                                  | -                                                  | -                                                  |
| Montenegrinos                                      | -                                                  | -                                                  | -                                                  | -                                                  | -                                                  |
| Eslovenos                                          | -                                                  | -                                                  | -                                                  | -                                                  | -                                                  |
| Ortodoxos                                          | -                                                  | -                                                  | -                                                  | -                                                  |                                                    |
| Macedonios                                         | -                                                  | -                                                  | -                                                  | -                                                  | -                                                  |
| Húngaros                                           | -                                                  | -                                                  | -                                                  | -                                                  | -                                                  |
| Otros                                              | -                                                  | 11 (2,716%)                                        | 2 (0,372%)                                         | 3 (0,428%)                                         | 1 (0,144%)                                         |
| Sin declarar                                       | -                                                  | -                                                  | -                                                  | -                                                  | -                                                  |
| Desconocidos                                       | -                                                  | -                                                  | -                                                  | -                                                  | -                                                  |

## Matanza en el año 1992
El 24 de julio de 1992, en Briševo (de población católica) se cometió una masacre en la cual 68 civiles fueron muertos, algunos llevados detenidos y varias mujeres fueron violadas.
Según el Tribunal Penal Internacional para la ex Yugoslavia durante el juicio que declaró culpable a Ratko Mladić del crimen de genocidio entre otros, consideró probado que en la madrugada del 24 de julio de 1992, el Ejército de la República Serbia de Bosnia y Herzegovina (luego redenominado Ejército de la Republika Srpska - VRS) atacó la aldea de Briševo, predominantemente bosnio-croata. La aldea fue bombardeada intensamente con armas de gran calibre. Durante el bombardeo, algunos aldeanos murieron debido a explosiones. En la noche del 25 de julio de 1992, el VRS, compuesto por miembros de la 6.ª Brigada de Infantería Sana y la 5.ª Brigada de Infantería Ligera, ingresó a Briševo, disparando y matando a muchos de los habitantes. Al menos 68 personas fueron asesinadas por estas fuerzas durante el ataque. De las víctimas, 14 eran mujeres y cuatro eran inválidas. De las 57 víctimas analizadas, como parte de las 68, cinco tenían menos de 18 años y 13 tenían más de 60. Del mismo grupo de víctimas, 18 fueron encontrados en ropa civil.
Briševo era un pueblo desarmado y no había actividad de combate en ese momento.